# NGC 7059
NGC 7059 is een balkspiraalstelsel in het sterrenbeeld Pauw. Het hemelobject werd op 22 juli 1835 ontdekt door de Britse astronoom John Herschel.

## Synoniemen
- ESO 145-5
- IRAS 21236-6013
- PGC 66784